# Calcinus elegans
Calcinus elegans là một loài cua ẩn sĩ trong họ Calcinidae. Chúng thường được tìm thấy trong khu vực Ấn Độ-Tây Thái Bình Dương.

## Hình ảnh

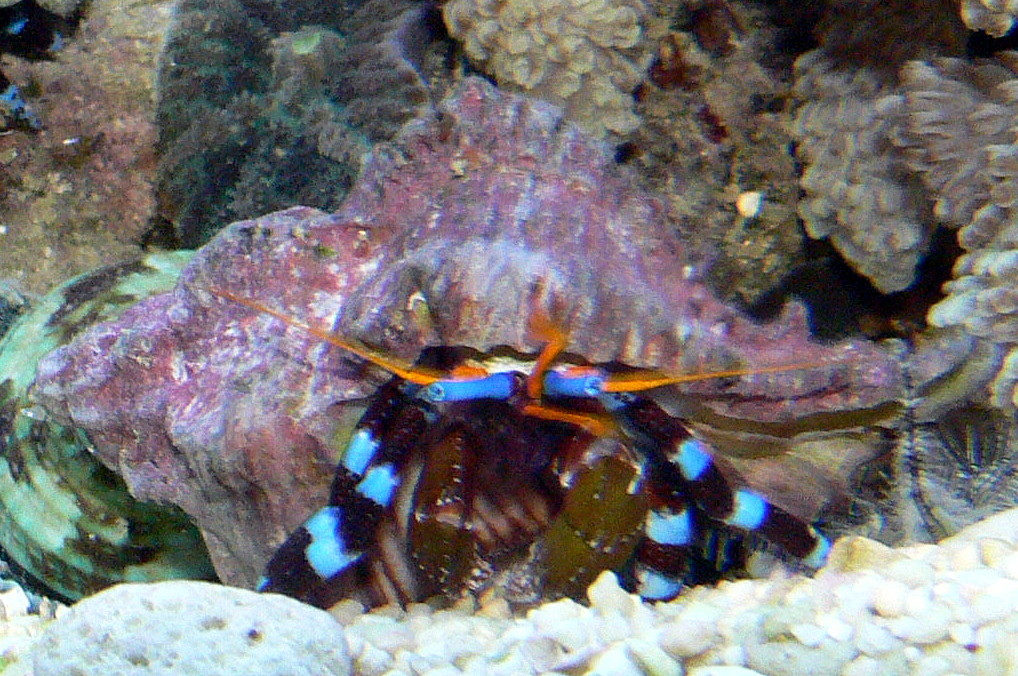